# Домбровиці (Кутновський повіт)
Домбровиці (пол. Dąbrowice) — місто в Польщі, у гміні Домбровиці Кутновського повіту Лодзинського воєводства.
Населення — 949 осіб (2011).
1 січня 2023 року набуло статусу міста.
У 1975-1998 роках село належало до Плоцького воєводства.

## Демографія
Демографічна структура станом на 31 березня 2011 року:
|          | Загалом | Допрацездатний вік | Працездатний вік | Постпрацездатний вік |
| -------- | ------- | ------------------ | ---------------- | -------------------- |
| Чоловіки | 458     | 79                 | 325              | 54                   |
| Жінки    | 491     | 86                 | 265              | 140                  |
| Разом    | 949     | 165                | 590              | 194                  |